# 偸梁換柱
偸梁換柱（とうりょうかんちゅう）は兵法三十六計の第二十五計にあたる戦術。
「梁を偸（ぬす）み、柱に換（か）う」。
「偸梁換柱」は、中国の諺の「偸天換日」と同じ意味で、一般的には、いかさまによって物事をごまかすことを言う。
三十六計では、梁に使うような太さの木材を誤って柱に使えば建物が倒壊してしまうことから、敵国の王や重臣が無能な人間に入れ替えられるように工作して弱体化すること、あるいは、陽動作戦を繰り返して敵の布陣を崩し、自軍が攻撃しやすい「梁」の部分を生じさせることを言う。さらには、敵の布陣の「柱」の部分を同盟軍や第三の敵軍に押し付けてしまい、自軍の相対的立場をさらに優位にすることを狙った戦術を指すこともある。
秦の始皇帝の次の皇帝は末子の胡亥であったが、史記はその即位は、宦官の趙高が胡亥と宰相の李斯を巻き込んで始皇帝の遺書を改竄、始皇帝の長子で太子であった扶蘇を偽勅で自殺させることによってなされたとしている（異説あり）。趙高は、即位後の胡亥を酒色に溺れさせ、自ら政治の実権を完全に掌握。そこで有力者、敵対者をことごとく粛清したため、人材の枯渇と政治混乱を招き、陳勝・呉広の乱をきっかけとして、秦は中国統一後（紀元前221年）、わずか15年（紀元前206年）で滅亡してしまった。
中国では、この趙高の振る舞いを、「秦に滅ぼされた趙の王族として復讐を行なった」と解釈する説が根強くあって、「偸梁換柱」の一例であるとされている。